# Sai (eiland)
Sai  (Arabisch: جزيرة صاي, Jazīrat Ṣāy) is een van de grotere Nijl-eilanden in Nubië, gelegen tussen de 2e en 3e cataract. Het is ongeveer 12 km lang en 5,5 km breed en ligt halverwege tussen de 2e en 3e cataract. Het eiland is grotendeels bedekt met woestijn, maar er zijn landbouwgronden aan de oevers. Tegenwoordig behoort het tot de Soedanese staat Ash-Shamaliyah.
In Oud-Egyptische teksten wordt het eiland vermeld als Sja-at.
Op Sai bevinden zich aanzienlijke overblijfselen uit bijna alle tijdperken van de Nubische geschiedenis.  
De oudste resten dateren vanaf het begin van het Egyptische Oude Rijk. Dit zijn Egyptische aardewerkscherven in opslagputten. Ze tonen handelsbetrekkingen met Egypte of zelfs een handelskolonie op het eiland aan. Uit de periode van het Middenrijk komen overblijfselen van een fort, waarschijnlijk een Egyptische enclave. Dit deel van Nubië viel toen verder niet onder Egyptische heerschappij.
Tijdens het Nieuwe Rijk werd op Sai een Egyptische stad gebouwd. Het eiland ontwikkelde zich tot een van de belangrijkste centra van Egyptische heerschappij in Nubië. De stad strekte zich over een rechthoek van 238×140 m uit. Er bevond zich een tempel, en uitgebreide necropolen waar hoge beambten zoals Hornacht de vertegenwoordiger van Koesj werden begraven.
Ook in de Napataïsche en Meroïtische periodes was het eiland belangrijk. Aanzienlijke begraafplaatsen uit deze tijd werden opgegraven. 
In de 16e eeuw, ten tijde van het Ottomaanse Rijk, werd op de plaats van de stad een groot fort gebouwd.